# Peter Steinmetz
Peter Steinmetz, född den 2 mars 1925 i Illingen, död den 12 december 2001 i Saarbrücken, var en tysk klassisk filolog. Han var far till astrofysikern Matthias Steinmetz.
Steinmetz promoverades 1957 vid Universität des Saarlandes under Rudolf Stark på avhandlingen Der Zweck der Charaktere Theophrasts. År 1964 habiliterade han sig där på arbetet Die Physik des Theophrastos von Eresos. År 1968 blev han professor i klassisk filologi vid samma lärosäte. Han blev emeritus 1990. 
Tyngdpunkten i hans vetenskapliga verksamhet bildade undersökningar av romersk litteratur från 100-talet e.Kr. (1981) och av stoisk filosofi (1994). I monografier behandlade han ämnen från tidig grekisk filosofi till patristik. Han var utgivare av skriftserien Palingenesia.